# Benício Tavares
Benício Tavares da Cunha Mello (Rio de Janeiro, 1º de abril de 1956) é um administrador de empresas, servidor público e político brasileiro. Integrou a Câmara Legislativa do Distrito Federal de 1991 a 2011, sendo o deputado distrital com o maior número de mandatos. Foi presidente da Câmara Legislativa por dois períodos. Anteriormente, trabalhou como técnico legislativo do Senado Federal.

## Biografia
Cadeirante, Tavares foi um dos membros fundadores da Associação dos Deficientes Físicos do Distrito Federal na década de 1970, bem como o primeiro a presidi-la. Inicialmente filiado ao Partido Democrático Trabalhista (PDT), elegeu-de deputado distrital na eleição de 1990 com 6.036 votos. Tinha como bases eleitorais as cidades-satélite de Ceilândia, Taguatinga, Planaltina e Riacho Fundo. Além do PDT, filiou-se ao Progressistas (PP) e ao Partido do Movimento Democrático Brasileiro (PMDB).
No pleito de 1994, Tavares foi reeleito para a câmara legislativa com 9.472 votos. Como deputado, foi vice-presidente da Comissão da Ordem Econômica, Finanças, Orçamento e Tributos da Lei Orgânica, presidente da Comissão de Defesa dos Direitos Humanos e Cidadania, segundo secretário da Mesa Diretora e presidente da Câmara Legislativa de 1993 a 1994. Nesta condição, assumiu o governo distrital em caráter interino. Mais tarde, voltou a presidir a Câmara Legislativa.
Tavares reelegeu-se como deputado distrital outras quatro vezes: em 1998, com 15.075 votos; em 2002, com 26.252 votos, segunda maior votação para o cargo naquele pleito; e em 2006, com 15.367 votos. Ademais, concorreu à reeleição em 2010, mas o Tribunal Regional Eleitoral indeferiu o registro de sua candidatura com base na Lei da Ficha Limpa, pois havia sido condenado dois anos antes por apropriação indébita de recursos da Associação dos Deficientes Físicos de Brasília (ADFB). Apesar disso, foi eleito naquela eleição e empossado na legislatura seguinte. Em abril de 2011, teve o mandato cassado pelo TRE, por captação ilícita de votos e abuso de poder econômico. A decisão foi mantida pelo Tribunal Superior Eleitoral, fazendo-o perder seu mandato em 2011.
Em setembro de 2004, foi acusado de ter participado de um programa de turismo sexual em Manaus, no Amazonas, com adolescentes. Benício estava em um iate que afundou no Rio Negro com as garotas de programa. A delegada Maria das Graças da Silva, titular da Delegacia Especializada de Assistência e Proteção à Criança e ao Adolescente, disse na época que havia elementos suficientes para indiciar ele e outros dois indivíduos por crime de favorecimento à prostituição. Benício confirmou parte da história contada pela delegada, confirmando que estava no iate, mas negou que havia mantido contato sexual com as garotas. Devido ao escândalo, desistiu de disputar a reeleição da presidência da Câmara Legislativa, e licenciou-se do cargo de deputado. Foi aberto um inquérito policial para investigar o ocorrido, que foi recebido pelo Ministério Público (MP) em outubro. Em fevereiro de 2005, acolhendo a denúncia oferecida pelo MP, por 10 votos a 3, o Conselho Especial do Tribunal de Justiça do Distrito Federal instaurou processo penal contra o deputado. Posteriormente, o caso foi arquivado e Benício foi absolvido no Tribunal de Justiça do DF.
Tavares manteve-se ativo na política e, durante as eleições distritais de 2018, auxiliou o presidente do MDB-DF, Tadeu Filippelli, na formação da nominata para as eleições legislativas. Sua inexigibilidade para disputar cargos públicos eletivos expirou em 2019.